# Ingeborg Mello

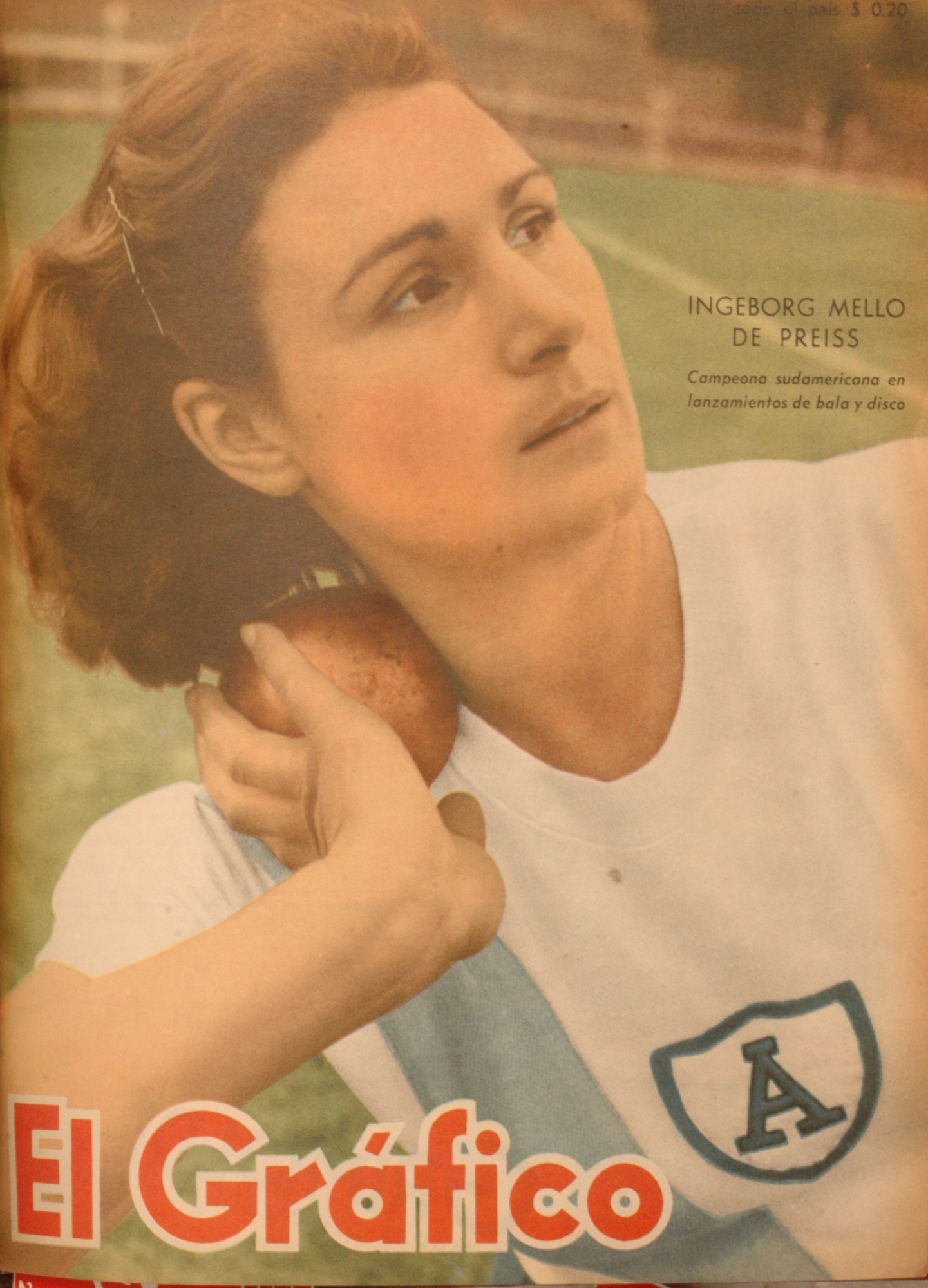
Ingeborg Mello

Ingeborg Mello de Preiss (* 4. Januar 1919 in Berlin; † 25. Oktober 2009 in Buenos Aires) war eine argentinische Leichtathletin, die im Kugelstoßen und im Diskuswurf erfolgreich war. Sie gewann zwei Goldmedaillen bei Panamerikanischen Spielen und fünfzehn Medaillen bei Südamerikameisterschaften, darunter sieben Goldmedaillen.

## Karriere
Die in Deutschland geborene Ingeborg Mello kam im Alter von 19 Jahren nach Argentinien. Sie gewann zwischen 1940 und 1962 in den drei Wurfdisziplinen 22 Landesmeistertitel. Ihren letzten Auftritt bei den Landesmeisterschaften hatte sie 1969, als sie noch einmal Vierte im Kugelstoßen werden konnte.
Bei den Südamerikameisterschaften holte sie ihren ersten Titel 1941 mit der Kugel. 1947, 1949 und 1952 gewann sie sowohl die Titel im Kugelstoßen als auch im Diskuswurf. 1947 erhielt sie zusätzlich Silber im Speerwurf, 1949 Bronze. 1948 bei den Olympischen Spielen in London belegte sie im Kugelstoßen den neunten und im Diskuswurf den achten Platz. Bei den ersten Panamerikanischen Spielen 1951 vor heimischer Kulisse in Buenos Aires gelang ihr der Doppelsieg mit Kugel und Diskus. Im Jahr darauf erreichte sie bei den Olympischen Spielen in Helsinki im Diskuswurf das Finale und belegte den zwölften Platz. Ihre letzte internationale Medaille gewann sie bei den Südamerikameisterschaften 1963 im Alter von 44 Jahren.
Bei einer Körpergröße von 1,69 Meter betrug ihr Wettkampfgewicht 70 Kilogramm.

## Medaillen

### Panamerikanische Meisterschaften
- 1951
  - Kugelstoßen: Gold
  - Diskuswurf: Gold

### Südamerikameisterschaften
- 1941
  - Kugelstoßen: Gold
  - Diskuswurf: Bronze
- 1943
  - Kugelstoßen: Silber
  - Diskuswurf: Silber
- 1947
  - Kugelstoßen: Gold
  - Diskuswurf: Gold
  - Speerwurf: Silber
- 1949
  - Kugelstoßen: Gold
  - Diskuswurf: Gold
  - Speerwurf: Bronze
- 1952
  - Kugelstoßen: Gold
  - Diskuswurf: Gold
- 1956
  - Diskuswurf: Bronze
- 1958
  - Diskuswurf: Bronze
- 1963
  - Diskuswurf: Bronze

## Bestleistungen
- Kugelstoßen: 12,45 Meter (1951)
- Diskuswurf: 42,10 Meter (1949)